# 日本大学医学部附属板橋病院
日本大学医学部附属板橋病院（にほんだいがくいがくぶふぞくいたばしびょういん）は、東京都板橋区大谷口上町にある医療機関。日本大学医学部の附属病院である。同医学部に隣接しており、特定機能病院の承認を受けている。略称は日大板橋病院。

## 沿革
- 1935年 板橋病院を開設
- 1937年4月 当時の専門部医科が駿河台から板橋に移転
- 1993年 特定機能病院の承認を受ける
- 2022年 許可病床数を1,022床に変更する。
- 2023年 許可病床数を990床に変更する。

## 診療科
内科系
- 総合科
- 呼吸器内科
- 血液・腫瘍内科
- リウマチ・膠原病内科
- 腎臓・高血圧・内分泌内科
- 消化器・肝臓内科
- 糖尿病・代謝内科
- 脳神経内科
- 循環器内科
- 心療内科
- 精神神経科
- 小児・新生児科

外科
- 消化器外科
- 心臓血管外科
- 呼吸器外科
- 小児外科
- 乳腺内分泌外科
- 皮膚科
- 形成外科
- 脳神経外科
- 整形外科
- 産科
- 婦人科
- 泌尿器科
- 眼科
- 耳鼻咽喉・頭頸部外科
- 歯科口腔外科

その他の診療科
- リハビリテーション科
- 放射線診断科
- 放射線治療科
- 麻酔科・ペインクリニック科
- 病理診断科
- 臨床検査医学科
- 緩和ケア・痛みセンター
- 睡眠センター
- 救命救急センター

## 施設指定等
- 保険医療機関
- 救急告示医療機関
- 東京都指定二次救急医療機関
- 労災保険指定医療機関
- 指定自立支援医療機関（精神通院医療）
- 身体障害者福祉法指定医の配置されている医療機関
- 精神保健指定医の配置されている医療機関
- 生活保護法指定医療機関
- 母体保護法指定医の配置されている医療機関
- 特定機能病院
- 災害拠点病院
- 救命救急センター
- 臨床研修指定病院
- 臨床修練指定病院
- がん診療連携拠点病院
- エイズ治療拠点病院
- 特定疾患治療研究事業委託医療機関
- DPC対象病院
- 小児慢性特定疾患治療研究事業委託医療機関
- 総合周産期母子医療センター

## その他
- 新患受付カウンター前に三菱東京UFJ銀行のATMがある。
- アニメ「デジモンアドベンチャー02」第44話にて、当院がモデルとなったシーンが登場する。

## 交通アクセス
病院公式ページ交通の案内も参照。
- 鉄道各線「池袋駅」西口から国際興業バス池05系統日大病院行で終点下車。
- 東京メトロ有楽町線「要町駅」・「千川駅」より国際興業バス池05・池85系統日大病院行で終点下車。
- JR各線「赤羽駅」西口から国際興業バス赤57系統日大病院行で終点下車。
- 東武東上本線「大山駅」より徒歩20分。
- 東武東上本線「中板橋駅」より徒歩20分。
- 国際興業バス赤51・赤97・池55・光02系統、大山バス停より徒歩10分。

## 医療事故
同病院において2015年から2016年にかけ、口腔底癌の手術を受けた70歳代の男性に対し、容体が悪化した際に、医師の指示が無いにもかかわらず、看護師が鎮静剤の一つである「プレセデックス」を投与するなど、プレセデックスの投与ミスが3件相次いでいたことが明らかになった。このうち、先述の男性患者は、癌が悪化しその後死亡している